# Robert Hanna

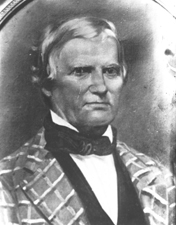
Robert Hanna

Robert Hanna (* 6. April 1786 bei Fountainius, South Carolina; † 16. November 1858 in Indianapolis, Indiana) war ein US-amerikanischer Politiker, der den Bundesstaat Indiana im US-Senat vertrat.
Der auf dem Gebiet des Laurens County in South Carolina geborene Robert Hanna zog 1802 ins Indiana-Territorium und ließ sich dort in Brookville nieder. Dort arbeitete er von 1811 bis 1820 als Sheriff in Diensten des örtlichen Gerichtshofes. Zwischen 1820 und 1830 war er als Urkundsbeamter für das Land Office tätig. Sein erstes politisches Mandat übernahm Hanna im Jahr 1816 als Delegierter zum Verfassungskonvent von Indiana. Nach dem Beitritt zur Union diente er als Brigadegeneral in der Miliz des neuen Staates. 1825 zog er nach Indianapolis.
Nach dem Tod von US-Senator James Noble am 26. Februar 1831 wurde Hanna von dessen Bruder Noah, dem Gouverneur von Indiana, zu seinem Nachfolger im Kongress ernannt. Er nahm sein Mandat in Washington, D.C. als Mitglied der National Republican Party vom 19. August 1831 bis zum 3. Januar 1832 wahr. Danach gehörte er noch von 1832 bis 1833 sowie von 1836 bis 1839 dem Repräsentantenhaus von Indiana an; zwischen 1842 und 1846 gehörte er dem Senat von Indiana an. Zwischenzeitlich war er zur Whig Party gewechselt.
Ab 1835 war Hanna als Unternehmer im Straßenbau beschäftigt. Er kam 1858 ums Leben, als er beim Abgehen einer Bahntrasse in Indianapolis von einem Zug erfasst wurde.